# Tempel van Tellus
De Tempel van Tellus (Latijn: Aedes Telluris) was een tempel ter ere van de godin Tellus in het oude Rome.
Tellus was in de Republikeinse tijd de beschermgodin van de aardbodem. De tempel werd in 268 v.Chr. door de Romeinse consul Publius Sempronius Sophus aan de godin beloofd als dank voor haar steun in de strijd tegen de opstandige Picenes, waar plotseling een aardbeving optrad. Waarschijnlijk liet Sempronius Sophus in de jaren daarna het heiligdom bouwen. De tempel werd op 13 december van een onbekend jaar ingewijd.
De tempel werd gebouwd in de chique wijk Carinae op de Esquilijn. Hij stond op een stuk land dat ooit had toebehoord aan Spurius Cassius, die in 485 v.Chr. ter dood werd gebracht na hoogverraad. Omdat dit voorval zich 200 jaar afspeelde voor de bouw van de tempel van Sempronius Sophus, is het niet ondenkbaar dat er al in de 5e eeuw een tempel voor Tellus werd opgericht, die door Sempronius Sophus werd herbouwd.
Aan de muur van de tempel hing een grote kaart, die het Italisch schiereiland voorstelde. In de tempel lag een heilig kunstvoorwerp. Voor de tempel stonden standbeelden van Ceres en Spurius Cassius, dat later in opdracht van een censor werd omgesmolten.
In de 1e eeuw v.Chr. lag de Tempel van Tellus naast de Horti Pompeiani van Pompeius, waar na diens dood Marcus Antonius woonde. Bij de tempel stond ook de villa van Marcus Cicero, vader van de beroemde redenaar Marcus Tullius Cicero en zijn broer Quintus Tullius Cicero. Quintus erfde de villa van zijn vader en bleef er wonen. In 54 v.Chr. liet hij de tempel restaureren en richtte daar een standbeeld op.
In 44 v.Chr. was Marcus Antonius consul, toen Julius Caesar op 15 maart werd vermoord. Direct na de moord heerste er een grote chaos in Rome en omdat de samenzweerders zich op de Capitolijn hadden verschanst durfde Antonius de senaat niet samen te roepen op het naburige forum. In plaats daarvan kwam de senaat bijeen in de Tempel van Tellus naast Antonius huis, voor zover bekend was dit de enige gelegenheid waarbij de tempel voor dit doel werd gebruikt.
De tempel wordt in de bewaard gebleven 4e-eeuwse stadsgidsen nog vermeld, maar de verdere geschiedenis is onbekend. Waarschijnlijk is de tempel in de middeleeuwen vervallen en afgebroken. De exacte locatie is onbekend, er zijn nooit restanten van het gebouw teruggevonden. Waarschijnlijk stond het ergens aan de moderne Via dei Serpenti.

## Bron
- S.B. Platner, A topographical dictionary of ancient Rome, Londen 1929 - Art. Aedes Telluris
- L. Richardson, jr, A New Topographical Dictionary of Ancient Rome, Baltimore - London 1992. pp.378-379. ISBN 0801843006